# 河清 (詩歌)
《河清》是一首先秦逸詩，見於《左傳·襄公八年》子駟所引。原文僅保留有一章四句：“俟河之清，人壽幾何？兆云詢多，職競作羅。”內容為表現決斷事務之難，風格與《詩經》相仿。
受此詩典故影響，“俟河之清”用於代指不切實際的期望。後世亦多化用此詩詩句表達人生苦短、安貧樂道等。